# Marcel Cerdan
Marcel Cerdan (22. července 1916 Sidi Bel Abbès – 28. října 1949 São Miguel) byl francouzský boxer.
Narodil se v Alžírsku v chudé rodině španělských přistěhovalců, od pěti let žil v Casablance. V mládí hrál fotbal, profesionálnímu boxu se věnoval od roku 1934 a neporazitelnost si udržel až do roku 1939. Celkově ve své kariéře vyhrál 113 zápasů ze 117, z toho 66 knockoutem. Po vítězství nad Tony Zalem 21. září 1948 získal titul profesionálního mistra světa ve střední váze. Zahynul na palubě letadla Lockheed L-749 Constellation, které se zřítilo 28. října 1949 při letu z Paříže do New Yorku nad Azorskými ostrovy.
Byl známý pod přezdívkou „Marocký bombardér“ a patřil k nejpopulárnějším francouzským sportovcům své doby. Značnou mediální pozornost vzbudil jeho krátký milostný poměr s Édith Piaf, která mu věnovala píseň „Hymne à l'amour“. V roce 1983 o nich natočil Claude Lelouch životopisný film Édith et Marcel, v němž hrál Cerdana jeho nejstarší syn Marcel Cerdan Jr, který byl rovněž profesionálním boxerem.
Je po něm pojmenována sportovní hala Palais des sports Marcel-Cerdan v Levallois-Perret u Paříže.